# 松永準也
松永 準也（まつなが じゅんや、1996年7月14日 - ）は、日本の男性プロレスラー。

## 来歴
- 2021年3月11日、新木場1stリング「ホットジャパン」興行にて対太嘉文戦でデビュー（6分37秒 脇固めで敗れる）[2]。
- 10月1日開幕の「風林火山タッグトーナメント2021」にハートリー・ジャクソンと組んで出場。11月12日の新木場大会にて準決勝で田中将斗＆ヤス久保田組に勝利し、同日の決勝に進み、橋本友彦&牙城組と対戦したが敗れて準優勝[3]。
- 2022年3月6日、後楽園ホール大会においてインターコンチネンタルタッグ王者組橋本友彦＆牙城組に、太嘉文と組んで挑戦。勝利し第46代王者組となる[4]。
- 4月10日の両国大会で新日本プロレスと対戦。（太嘉文&松永準也&佐藤嗣崇&横井宏考vs永田裕志&小島聡&タイガーマスク&高岩竜一）変形ドライバーからの片エビ固めで勝利[5]。
- 6月4日の「大谷晋二郎エイド」大田区総合体育館大会で、馬場拓海とのタッグで、プロレスリング・ノア原田大輔&岡田欣也組と対戦。原田大輔の片山ジャーマンスープレックスで敗れる[6]。
- 7月1日の新木場大会開幕「火祭り2022」にエントリー（Aブロック）[7]
- 9月24日、栃木プロレスの宇都宮二荒山神社大会でインターコンチネンタルタッグ王座防衛戦が組まれるも、台風接近により大会が延期され、10月30日の栃木イベントでインターコンチネンタルタッグ選手権、vs北村彰基&井坂レオ戦が行われ、2度目の防衛に成功[7]。
- 11月11日の新木場大会「風林火山タッグトーナメント2022」に太嘉文とのタッグでエントリー。1回戦vs佐藤嗣崇&吉田孝志組に勝利。12月11日、田原大会「風林火山タッグトーナメント2023」準決勝で、ヤス久保田＆ヒデ久保田組に敗れる[7]。
- 2023年1月1日、後楽園ホール大会にて、インターコンチネンタルタッグ選手権、対ヤス久保田＆ヒデ久保田組に3度目の防衛戦に敗れベルトを失う[7]。
- 2023年「真夏の祭典・火祭り2023」にエントリー（Aブロック）、7月29日の後楽園ホールでの決勝戦で2AW真霜拳號選手を破り、火祭り初優勝した[8]。
- 2024年1月1日、後楽園ホール大会にて、佐藤嗣崇と組んでインターコンチネンタルタッグ選手権、対ヤス久保田＆ヒデ久保田組に勝利し、第48代王者になったが、3月30日の後楽園ホール大会にて、真霜拳號&ナカ・シュウマ組に敗れベルトを失う[9]。
- 2025年3月9日、栃木プロレス大会終了後にSNSを更新し翌日以降フリーとなることを発表[10]。
- 2025年3月11日、同じくフリー宣言した朱鷺裕基と共に、工藤めぐみGMに新生ZERO1への参戦を直訴し、二人の熱意やフリーということで契約のしがらみもないと工藤GMも快諾し参戦決定。3月27日の大会より松永と朱鷺のタッグで対戦カードが組まれる。
- 2025年3月30日、新宿FACE大会メイン終了後に朱鷺と共に入団を直訴、GM・所属選手の満場一致で新生ZEROへの再入団が決まった。

## 得意技
- ビースティング[1]
- ノーザンライト・スープレックス[1]

## タイトル歴
ZERO1
- NWAインターコンチネンタルタッグ王座 第46代（相手は太嘉文）
- NWAインターコンチネンタルタッグ王座 第48代（相手は佐藤嗣崇）
- 火祭り 優勝（2023年）

## 入場曲
パワプロ2013BGM